# Larbi Messari
Mohammed Larbi Messari (en árabe: محمد العربي المساري) (Tetuán, protectorado español de Marruecos, España 7 de julio de 1936 – Rabat, Marruecos, 25 de julio de 2015) fue un político, diplomático, hispanista e historiador marroquí y miembro del Partido Istiqlal.
| Año       | Cargo ocupado                                                                    |
| --------- | -------------------------------------------------------------------------------- |
| 1958      | Locutor en la Radio Televisión Maroc                                             |
| 1964      | Redactor en el periódico Al-Alam                                                 |
| 1964-1972 | Secretario General de la Unión de Escritores en Marruecos                        |
| 1969      | Secretaría General de la Unión de Periodistas Árabes                             |
| 1974      | Miembro ejecutivo del partido Istiqlal                                           |
| 1982      | Director del periódico Al-Alam                                                   |
| 1984      | Diputado en el Parlamento en Marruecos                                           |
| 1985-1991 | Embajador de Marruecos en Brasil                                                 |
| 1992      | Vicepresidente del Sindicato de Periodistas Africanos                            |
| 1993-1998 | Secretario General del Sindicato Nacional de la Prensa Marroquí                  |
| 1998-2000 | Ministro de Comunicación del Reino de Marruecos                                  |
| 2002-2004 | Miembro jurado del Premio Mundial de la Libertad de Prensa UNESCO/Guillermo Cano |
| 2004      | Presidente del jurado del Gran Premio Nacional de la Prensa                      |

## Biografía
Mohamed Larbi Messari fue una personalidad crucial en la vida periodística, política e histórica del Reino de Marruecos. Debido a su perfil polifacético tuvo la capacidad de poder pensar y transmitir sus ideas y dedicación a la sociedad marroquí y al Estado en el que nació. Una de esas facetas, de muchas, es la de hispanista y que ser desarrollará en el siguiente apartado sobre su carrera profesional. Pero subrayó su faceta de hispanista porque nació en un contexto que al final provocó el despertar de su interés por el país vecino, España, y por su idioma. En el homenaje a Mohammad Larbi Messari titulada "Toda una vida por la patria" realizada entre diciembre de 2016 y marzo de 2017 en la galería de Archivos de Marruecos (cuyo vídeo está en las referencias) se cuenta que nació en el contexto de la guerra civil español debido a que llegó al mundo diez días antes del golpe de Estado en España (julio de 1936) perpetrado por Francisco Franco desde Tetuán:

He estado vinculado a España desde el día que nací. Salí al mundo diez días antes del golpe de Estado perpetrado por el propio Franco desde Tetuán. Debido al bombardeo de los aviones republicanos contra las fuerzas golpistas, uno de los proyectiles cayó en la ciudad (…) Mi padre había preparado dos carneros para mis dos nombres, uno para Muhammad y el segundo para Laarbi. Pero debido al pánico, no había nadie para protegerlos (los carneros) excepto sus familiares y un grupo de memorizadores del Corán
-La España en mi mente, de Muhammad Laarbi Messari

En cuanto a su formación académica realizó sus estudios primarios y secundarios entre Tetuán, Tánger y Granada. Después se fue a El Cairo, donde se graduó en el Instituto de Preparación Radiofónica en 1959, empezando así su pasión por el ámbito periodístico.  
Respecto a sus aficiones en el Archive du Maroc se cita una breve declaración que proviene del homenaje a Larbi y es la siguiente: “Mi pasatiempo es la lectura, la lectura, luego la lectura” que viene a reflejar la estructura gramatical de una expresión muy típica en el contexto cotidiano islámico. Ese símil realizado tiene que ver con un pasaje del Hadiz en el que Abu Hurairah narra el momento en el que un hombre le preguntó al profeta Muhammad “¿Quién merece mi mejor trato y compañía?” respondiendo el mensajero de Allah: “tu madre, tu madre, tu madre después tu padre y después los cercanos a ti”. De este modo, Larbi Messari da cuenta de su pasión por la lectura con una imitación similar al hadiz y muy popular entre los musulmanes. Además, su interés sobre la lectura es tan grande que a través del homenaje nos explica lo siguiente:

Hay libros que se encuentran colocados en sus respectivas librerías, ordenados según temática o división geográfica. Esto se sumerge en el olvido hasta que al final se entrega de una manera inesperada. Muchas de las lecturas a las que me lleva un capricho como este son amenas y en ocasiones tienen un gran impacto, obligándome a revisar una determinada visión o abrir un horizonte que había descuidado
- De las memorias de Muhammad Laarbi Messari

En la evolución personal de Larbi Messari las mujeres han tomado un papel muy importante. Cuando habla sobre su recorrido educativo dejó constancia de que su madre fue la que se preocupó en toda esa etapa, la que se encargó de elegir los materiales escolares y de comprarle la ropa. Asimismo, en las elecciones que tuvo que hacer a lo largo de su vida, tanto en las cuestiones personales como en el ámbito educativo o profesional su reflexión es que “...fueron el resultado de las intersecciones de las coincidencias de la vida”. Cuando contrae matrimonio con Lalla Touria también destaca que todos los éxitos de su vida se fueron cumpliendo gracias a la paciencia de su esposa y de sus hijos. Otras persona de gran relevancia como su hijo, Nizar  Messari, destacó que:

Era un padre preocupado por la vida de sus hijos y su familia, y estaba preocupado por su comodidad y por criar a sus hijos (...). Era una buen escuchador y nunca obligó a sus hijos a tomar una posición o decisión
Testimonio del hijo Nizar Messari

## Carrera profesional
Uno de sus primeros artículos fue publicado en el periódico Al-Bayane que se publicaba en Nueva York y la temática de lo que escribió formaba parte de una serie de artículos sobre la crisis marroquí tras el exilio de Muhammad V. La importancia de este artículo para Larbi es que consiguió que el propietario del medio mencionado, Sr. Raji Dhaher, le comunicase una bienvenida a sus escritos, instándole a escribir más.
Su primer puesto de trabajo fue en 1958 en la Radiodiffusion Télévision Marocaine (RTM) que se fundó en 1928. Esta emisora marroquí es una de las miembros fundadoras de la Unión Europea de Radiodifusión (UER) en 1950. Más adelante en 2005 evolucionaría a ser la Société Nationale de Radiodiffusion et de Television (SNRT) la actual sociedad que da los principales canales de televisión en Marruecos (Al Aoula, Al Maghribia, Arryadia, Tamazight TV, etc). Fue en este puesto de trabajo donde desarrolló sus dotes como productor de radio con personalidades importantes del sector como Mahdi Elmandjra. Larbi Messari en esta etapa de su vida presentó un programa de radio llamado "Ahdath wa rijale" que se podría traducir como "Eventos (o acontecimientos) y hombres".   
En 1964 se convierte en redactor en el periódico Al-Alam y, aparte de escribir entradas e informar a los lectores, frecuentaba el Ministerio de la Información del Reino de Marruecos para cubrir acontecimientos tan importantes como las elecciones parlamentarias de Marruecos de 1970 o la apertura de la primera sesión de la Cámara de Representantes el 14 de octubre de 1977, tras unos años cruciales de la vida de Marruecos. Otros cargos de gran relevancia profesional fueron el de secretario general de la Unión de Escritores de Marruecos entre 1964 y 1972 o el de miembro de la Secretaría General de la Unión de Periodistas Árabes en 1969.No obstante, Larbi Messari no sólo se dedicaba al periodismo sino también a la política, en el partido Istiqal, y la prueba de ello es una carta que le envió a Allal Al-Fassi en el mes de junio del año 1964 en la que en un extracto sacado del Archive du Maroc decía:

Aquí estoy, sin designio previo, disfrutando de vuestra compañía en el conocimiento, que es compañerismo y hospitalidad, lo que me permite llevar a cabo una misión. Es un mensaje que doy de una manera no menos dedicada y cuidadosa que si tuvieran un carné de partido, porque tengo una especial tendencia a considerar que lo que hago cuando participo en la vida pública no es “política”, sino “moralidad”. Es ético no quedarnos callados al denunciar la experiencia actual que atraviesa nuestro país, en cuanto a la “política”, no lo puedo tolerar
Extracto de una carta enviada por Muhammad LaarbMessari a Allal Al Fassi, junio de 1964 (Archive Du Maroc)

Esto quiere decir que si para Messari la política debía ser un actuar constante bajo los preceptos de la moralidad porque la definición que da él del periodismo es estableciendo un símil entre el jinete y su caballo:

La relación de un periodista con su periódico es como la relación de un jinete en su caballo. Para que haya respuesta entre ambos, el contacto debe ser constante, para que el caballo se acostumbre a su jinete, y viceversa, es decir, para que queden unidos en la reacción. Del mismo modo, el periódico, si no lo lees constantemente se te escapará de las manos, y cada segundo de falta de atención abre un resquicio para el error
- De las memorias de Muhammad LaarbiMessari (Archive Du Maroc)

De modo que, la perspectiva que tenía del periodismo iba intrínseca a su ser cuando se dedicaba a la política en el seno del partido Istiqlal, ya que según se cuenta en el homenaje él no sólo hacia política, sino que también expresaba las ideas de la humanidad y la cultura marroquí. De ahí que expresara, en su carta a Allal Al Fassi en 1964, el hecho de que no era ético quedarse callados en el contexto político que existía en los años 60 en Marruecos en referencia a la disidencia existente del momento. 
Hay que destacar también de Mohammad Larbi Messari, en su faceta de hispanista, la organización que realizó en 1979 para los encuentros de intelectuales hispano-marroquíes en Madrid y Marrakech con una tercera celebrada en 1980 en Barcelona en la Fundación Joan Miró. 
En 1979, se dio ese encuentro de ambas partes, la española y la marroquí, con el objetivo de aproximar las culturas de ambos países. En el manifiesto que se presentó a la opinión pública se da cuenta de la necesidad de abandonar las posiciones eurocéntricas y dar espacios a los pueblos del denominado “Tercer Mundo”. La importancia de este encuentro radica en el hecho de que España y Marruecos, teniendo varios nexos comunes, han estado viviendo sin una comunicación intelectual y cultural estrecha. Al final del contacto realizado se creó una comisión de enlace con una coordinación compuesta por Mohammad Larbi Messari, entre otros intelectuales españoles y marroquíes como Tahar Ben Jelloun, Mohamed Chakor, Abderrahman Cherif-Chergui, Fernando Chueca, Xavier Domingo, Mehdi El Mebdira, Serafín Fanjul, Juan Goytisolo, Mohamed Khattib, Fallal Khattib, Abdellah Larouí, Simón Levy, Bernabé López García, Pedro M. Montávez, Víctor Morales, A. Sánchez Gijón y José Miguel Ullán.
En 1980 se dio un tercer encuentro en Barcelona, en la Fundación Miró, en el que se trató la cuestión de la imagen de Marruecos en España y otras cuestiones del ámbito de la literatura dándose la lectura original en marroquí de Makbara por parte de Malika M´Barek, el profesor Pedro Martínez Montávez habló sobre el arabismo en España, Mohamed Lamrani y Fernando de Agreda también dieron cuenta de la literatura y, en especial, del pensamiento contemporáneo en Marruecos. Asimismo, Ali Yata dio cuenta de la imagen de Marruecos en los sectores de la izquierda español, Serafín Fanjul habló sobre racismo y aquí es donde Mohammad Larbi Messari intervino para dar cuenta del tema, sobre todo, cómo la prensa española da las noticias procedentes de Marruecos. Entre otras cuestiones estaba el tema artístico que lo abordaron figuras como Mohammed Melhili y Mohamed Kacimi. Otros intelectuales como Bernabé López García, José María Castellet, Fernando López Agudín, Federico Jiménez Losantos, Miguel Bayón y Alberto Cardín contribuyeron al encuentro aportando sus perspectivas, propuestas y críticas a las diversas materias tratadas. Una de las cuestiones que se hizo palpable en este encuentro fue la falta de colaboración de las autoridades españolas o de representación de los diferentes intelectuales, artistas y escritores de la parte española del encuentro. 
A la par que se convertía en director del periódico Al-Alam en 1982 también fue diputado del Parlamento de Marruecos en 1984. En su actividad parlamentaria luchó por construir una sociedad donde prevaleciese la justicia social y la libertad, así como la tarea de superar la dicotomía entre el trabajo individual y el trabajo colectivo en el que tuvo que sacrificar sus propios intereses en favor de los valores que compartía con los demás del partido para estar integrado en el todo, tal y como se indicó en el homenaje su persona. En 1985 Hassan II nombra a Mohammad Larbi Messari embajador de Marruecos en Brasil y lo sería hasta 1991. Influyó en este nombramiento el que se había convertido como portavoz parlamentario de su partido, que había entrado en la oposición al gobierno, en un espíritu crítico e incómodo. En la representación que hizo de su país en el país latinoamericano, Sergio Ribeiro Rosa destaca lo siguiente de Messari:

Es un embajador poco común y tiene una posición prestigiosa en la capital diplomática de nuestro país. En su casa se celebran las famosas koskozadas, y este neologismo que el embajador de Marruecos añadió a nuestro idioma, similar a las feijoadas, que son la base de nuestra mesa festiva, se ha convertido en un ciclo literario en el que el embajador Messari reúne a los intelectuales para discutir un libro publicado o celebrar una figura literaria
- Sergio Ribeiro Rosa (Archive Du Maroc)

Al volver a Marruecos, reanuda su actividad en el ámbito del periodismo cuando le nombran vicepresidente del Sindicato de Periodistas Africanos, entre 1993 y 1998 es el secretario general del Sindicato Nacional de la Prensa marroquí, en 1995 se da el lanzamiento de la revista Shu´un Maghribia y en 1996 participa en el octavo congreso de la Unión de Periodistas Árabes, así como de colaborar con periódicos internacionales como Al- Ittihad y Al- Qods de Londres.
La política volvería a su vida con fuerza cuando Muhammad VI nombra a Mohammad Larbi Messari ministro de Comunicación del Reino de Marruecos entre 1998-2000con el gobierno Abderramán Yusufi. Fue aquí donde apoyó la lengua tamazight y abrió un diálogo a finales de los 90, sobre la posibilidad de crear un canal marroquí en amazigh.En la entrevista de Ali Anouzla con Mohammad Larbi Messari en Al-Sharq Al Awsat (número 7989, el 12 de octubre de 2000) Larbi indicó que su experiencia en la gestión de una instalación tan compleja (refiriéndose al Ministerio de Comunicación) y la exposición a la realidad de la vida política nacional en espacios como el parlamento de Marruecos o en reuniones donde se tomaban decisiones importantes le dieron la oportunidad de ejercer el poder que, a su vez, le dio una visión realista de la política. 
En su faceta de periodista también tenemos que entre 2002 y 2004 fue nombrado miembro del jurado del Premio Mundial de la Libertad de Prensa UNESCO/Guillermo Cano y en 2004 fue presidente del jurado del Gran Premio Nacional de la Prensa. Mohammad Larbi Messari también destacó por estar comprometido con los problemas de su patria: el Reino de Marruecos. Estos problemas tenían que ver con la territorialidad del Reino de Marruecos. En el Archive du Maroc, en el homenaje a su figura, se reitera un resumen de ese compromiso con un título de su artículo: “Marruecos está en su territorio y el caso está cerrado”. Personalidades como Muhammad Bin Aich relató al Archive du Maroc que Messari fue un investigador activo en el campo de la defensa de las cuestiones nacionales y árabes. Esa defensa de la imagen de Marruecos la luchó con la publicación de sus libros y artículos escritos en árabe, español y portugués, así como de su presencia en los círculos políticos y foros culturales. Larbi también visitaba las provincias (wilayas) del sur como una adhesión a esa reivindicación de envergadura nacional.  
En el trigésimo aniversario de la Marcha Verde Mohammad Larbi Messari recuerda el acontecimiento histórico y de gran relevancia nacional de la siguiente manera:

En medio del movimiento iniciado por la convocatoria de Hassan II de la Marcha Verde, surgió entre los marroquíes un fuerte sentimiento de pertenencia al Estado. Había una preocupación generalizada por fortalecer los argumentos de los dahires, el juramento de lealtad y los hechos de la historia, que dicen que hay un Estado que perdura en el tiempo y que debe encontrar por sí mismo herramientas para combatir el acoso de diversos tipos que apunten a él (...). Su respuesta fue que Marruecos es saharaui, amazigh, Mediterráneo y Atlántico, y que esta verdad ha perdurado. Durante siglos, su vida nacional se ha configurado según este pluralismo
- Declaración del Archive du Maroc, Muhammad LaarbiMessari 30 aniversario de la Marcha Verde

Otro de los compromisos con la patria son las reivindicaciones marroquíes de Ceuta y Melilla. En una de sus reflexiones sobre esta cuestión indica que Marruecos se volvió como un gigante al que le arrancaron sus ojos y que la pérdida de Ceuta y Melilla representan un acontecimiento trascendental en la historia de Marruecos que perturba los elementos que componen el patrimonio espiritual, territorial y material de Marruecos. De esta manera estos territorios se consideran cuestiones pendientes a restaurar a la integridad territorial del país marroquí y que está directamente vinculada con la identidad marroquí, siendo parte indivisible de Marruecos y los marroquíes.  
En cuanto a la diversidad de identidad de Marruecos Mohammad Larbi Messari defendió siempre la equidad de las lenguas de la nación marroquí y que sentir que la lengua amazigh es una amenaza es cuestión de ignorancia e incorreción:

La equidad con la lengua amazigh no es una exigencia de un grupo o de un partido, sino que es una exigencia nacional que concierne a los marroquíes porque la lengua amazigh es propiedad de todos los marroquíes y, por tanto, es causa de todos ellos. La cuestión está relacionada con la identidad cultural, (...) ya que el dominio del árabe y un conocimiento suficiente del amazigh es lo mínimo que todo hombre y mujer marroquí debe tener. Si la pereza intelectual y la ignorancia injustificada son un defecto, entonces presentar la cuestión amazigh desde una posición de rivalidad es un error, y ambos son necesarios
- Muhammad LaarbiMessari, Al-Alam, 28 de agosto de 2008 (Archive Du Maroc)

Por otro lado, Mohammad Larbi Messari dejó claro al periódico Al Sharq Al-Awsat, 9 de marzo de 2010 lo siguiente en relación con los judíos:

Primero marroquí, luego judío. Esta frase la escuché por primera vez a mi amigo Edmond Omran El Maleh, mientras comentaba una pregunta de un profesor de la Universidad de Brasilia sobre la contradicción de sus sentimientos como judío marroquí hacia Israel. Pidió al interlocutor que corrigiera la redacción de su pregunta, porque no es un judío marroquí, sino un marroquí judío.
- Muhammad LaarbiMessari, Al Sharq Al-Awsat, 9 de marzo de 2010 (Archive du Maroc)

Además, la importancia de los judíos para Larbi Messari no sólo radicaba en el orden de "marrouqí judío", sino en reconocer que los judíos son parte integrante y legítima de la identidad marroquí. También añadió mencionó la relevancia de personalidades como André Azoulay, Simon Lévy, Sion Assidon, Abraham Serfaty y otros que pertenecen a múltiples generaciones que proceden de diversos orígenes. Asimismo, Larbi Messari en su posición de embajador en Brasil trabajó con la comunidad de descendientes de judíos marroquíes durante su estancia en el país latinoamericano.  
Al ser un apasionado de la literatura Larbi Messari expresó que cuando escribía sentía que estaba pensando y que a veces se encontraba que cuando escribía se sumergía en una contemplación más viva, ya sea en relación con la traducción o el comentario y que debido a la escritura sentía que estaba pensando y seguía los hilos del pensamiento más racional, es decir, que dedicó toda su vida sólo a pensar. Además, sus obras escritas estaban en relación con su trabajo, es decir, de la política en Marruecos y, especialmente de su política exterior y, especialmente, sobre las relaciones entre Marruecos y España al estar vinculado con el Comité Averroes y la Casa de las Tres Culturas(nombrado miembro del consejo de administración en el año 2000).Además, tenía sus espacios literarios con creaciones como “Los sueños de Tariq” o “Monsieur Mounir” o con su diario personal.

## Intervenciones en foros
Entre el 12 y el 13 de marzo de 2007, en Sjirat, se celebró el Forum Maroc 2030 dans l´espace Maghreb. Messari dio una exposición sobre el aspecto cultural de las dimensiones africana y transatlántica de Marruecos. Se destacó que la agencia marroquí MAP, que presta sus servicios a casi 4 millones de marroquíes hispanoparlantes fue seleccionada como la más indicada para ligar las dos regiones debido a sus boletines diarios en dirección al mundo árabe y al subcontinente americano, en árabe y en español respectivamente. También destacó la presencia del idioma español en Marruecos, especialmente, en las seis universidades más importantes de su país: Rabat, Fez, Tetuán, Uchda, Casablanca y Agadir, así como de la partición optativa de clases de español en la educación pública. Asimismo, los alumnos que eligieron aprender el idioma español no son en su mayoría del norte de Marruecos, la antigua zona dominada por España, sino que la mayor concentración de interesados en el idioma se ubica en la ciudad costera de Casablanca. La esencia de su intervención radica en que el esfuerzo de Marruecos en introducir el español en las escuelas es poder preparar el diálogo con el vecino del norte, España, y con todo un continente. 
En cuanto al portugués, idioma que dominaba, mencionó que está introducida en aquellos  departamentos del español de aquellas universidades en la que los alumnos han pronunciado su interés en aprender  y que se creó el Instituto de Estudios Hispano lusfonos con el objetivo siguiente, según el artículo 6 de su decreto fundador:

El Instituto tiene como vocación el estudio y la investigación de diferentes aspectos de la civilización y la cultura de España, de Portugal y los países de América Latina. El interés será centrado sobre la revalorización del patrimonio histórico y cultural común en Marruecos y el mundo hispano lusofono, así como
sobre los campos prioritarios, de interés común con relación con el presente y el futuro
decreto publicado en el BO n° 5222 del 17 de junio de 2004

Oumama Aoudad es mencionada como distinguida hispanista que abarcaría el mundo de la lusofonía en África. De modo que, eso dio a pie a la creación de un instituto de investigación sobre América del sur, Instituto de Estudios Hispano-Lusos en Rabat (33°59′21″N 6°51′26″O / 33.9890927, -6.8572374), en virtud del párrafo 3.4 de la Declaración de la Cumbre de Brasilia del 10 de noviembre de mayo de 2005. Volviendo al español, Larbi también comentó sobre los preparativos entre Marruecos y España para crear una universidad hispano-marroquí en Tetuán que refuerza, a modo de cooperación, el papel de Marruecos como socio e interlocutor del mundo hispánico. La vinculación de Marruecos con la región latinoamericana la data en la segunda mitad del siglo XIX en el que describió que fue el primer país africano y árabe en mantener relaciones diplomáticas con Brasil y los Estados Unidos de América. Este dato llevó al Messari a comentar sobre la comunidad de descendientes de marroquíes instalados en la región latinoamericana, sobre todo, en Brasil, Venezuela, Argentina, Perú, y en toda América Central. 
Por ejemplo, en Brasil fue la comunidad marroquí judía la que construyó la más antigua sinagoga en América del sur y donde la palabra "sefardí" es sinónimo de descendiente de marroquíes. En Venezuela está el museo de sefardí de Caracas en la que da cuenta de la larga presencia de tetuaníes y tangerinos. Por lo tanto, estas comunidades se identifican con su país de origen, Marruecos, con el país que les recibió en América Latina y, por ende, con el legado hispano y luso. Este dato lo calificó Messari como un "eslabón humano entre las dos orillas del Atlántico", haciendo de Marruecos un eslabón por una parte, entre los grupos árabes y africanos y, por otra, los latinos. 
Entre el 29 y 30 de mayo de 2009 se celebró la Iniciativa Tri-continental Atlántica (ITA). Messari interviene recordando el diálogo de Florencia, celebrado en Fez, y en el que se llamaba a reflexionar sobre el Mediterráneo, por su importancia política, económica y cultural. También se expresó que en 1958 el año en el que se hermanó la capital espiritual de Marruecos, Fez, con la ciudad italiana de Florencia se hizo en el seno de la política de paz y cooperación, pero que recuerda con utopía porque en aquellos momentos persistía el problema de Argelia, es decir, su lucha por la independencia contra Francia. Y que había diferencias de dos tipos de Francia, una que es la que libra la guerra contra el pueblo argelino al que Marruecos apoya en su lucha por la independencia y, otra muy diferentes, es la Francia de la cultura. 
Volviendo al pasado en el encuentro en Florencia, se nombró al futuro rey Hassan II como el presidente de dicho foro. En este foro se añade que se trabajó por una agenda muy amplia por el contexto político de la región y del mundo. Tal fue así que cuando se dio apertura de la sesión de Florencia, el embajador francés se retiró por la presencia del dirigente argelino Boumenjel que había llegado a Italia con un pasaporte tunecino. Ese coloquio duró entre los días 3 al 5 de octubre de 1958, participando 60 personalidades. El objetivo era salir de ese agujero de las diferencias entre países y poder alcanzar una relación de cooperación en el mar Mediterráneo. Otros datos curiosos de este foro es que judíos, de todo origen, y musulmanes estaban al lado, estaba Allal El Fassi, el profesor Plesnner de la universidad hebraica de Jerusalén, M.A. Lahbabi, el socialista francés Jean Rous amigo del nacionalismo marroquí. etc. 
Larbi Messari también subrayó el fracaso de la Conferencia de la Unión del Magreb celebrado en Tánger en 1958 ("meras palabras sobre papel") en comparación con la exitosa Unión Europea. Desgraciadamente, los años posteriores a 1958 llevarían a las diferencias por los acontecimientos  calificado como "sísmicos" por el conferenciante. Una de los momentos más importantes de esta conferencia es cuando dice:

Otra decepción, esta, a nivel de Marruecos. La delegación marroquí presidida por Muley Hassan, príncipe heredero, comprendía al líder Allal El Fassi y a Mehdi Ben Barka el mártir, con mayúsculas, del movimiento democrático marroquí.
Muhammad Laarbi Messari en la ITA

## Fallecimiento
Muhammad Laarbi Messari falleció dos semanas después de celebrar su 79 cumpleaños y fue por causa natural. Su actividad perduró hasta el mes de febrero de 2015, cuando tenía previsto asistir al Salon du Livre de Casablanca para presentar su libro "L´autre Espagne". No obstante, tras su fallecimiento varios proyectos para recordar su legado y su trayectoria fueron creados. De modo que, Messari queda como figura clave en la historia de Marruecos. Por ejemplo, el 20 de octubre del año 2016 se inauguró la Cátedra Muhammad Laarbi Messari de Ética Periodista en el Instituto Superior de la Información y la Comunicación (ISIC). En dicha inauguración se reunieron sus familiares y sus compañeros periodistas y políticos del partido Istiqlal. Fue presidida por el director general de la Alta Autoridad de la Comunicación Audiovisual, Jamal Eddine Naji y el ministro responsable de la CIIU, Ministro de Comunicación, Mustapha El Khalfi. La cátedra fue el inicio de un curso anual para progresar con la formación de sesenta periodistas marroquíes cada año y de dar una perspectiva a las nuevas generaciones de periodistas sobre el "humanismo digital" y las "facilidades y desviaciones" que puede provocar Internet a raíz de fuentes anónimas. Asimismo, una figura bastante importante que acompañó a Messari en sus viajes, Abdelkrim Ghallab, acogió con satisfacción la iniciativa de la cátedra recordando la necesidad de un periodismo ético y de la valentía de Muhammad Laarbi Messari porque: 

Eligió los temas más difíciles y los abordó de la mejor manera posible. Cuando leías un artículo de Messari seguro que te lo pasabas bien y aprendes mucho de él (...) un legado justo que habría dejado a quienes se quedaron detrás de él
Abdelkrim Ghallab en la inauguración de la Cátedra Muhammad Laarbi Messari Ética Periodística

Por otro lado, del 6 de diciembre de 2016 al 31 de marzo de 2017 se abrió en la galería de Archive du Maroc una exposición de Mohammed Larbi Messari titulada Toute une vie pour la Patrie ("Toda una vida por la Patria") y que daba cuenta de su vida personal y profesional.También hay que mencionar la apertura de la biblioteca personal del difunto Mohammad Larbi Messari en el que Nizar Messari, su hijo, comentó que se donaron todas las colecciones de los libros del difunto a la Biblioteca Nacional del Reino de Marruecos para que todos los marroquíes pudiesen acceder a los libros más importantes del ámbito cultural e histórico del país.

## Obras
- Nuestro combate contra el sionismo y el imperialismo (1967)
- Marruecos-España, el ultimo combate (1974)
- Buenos días democracia (1985)
- Mohammed V: de sultán a rey (2009)
- Las relaciones difíciles. Marruecos y España (2009)
- Mundos Marroquinos (1991)
- La Otra España. Diwan Mayrit, 2022; traducida del árabe al castellano por Abdelkhalak Najmi
- الإعلام: من الخصاص إلى الكفاءة ("Los medios: de la insuficiencia a la eficiencia". Una serie cultural publicada por el periódico Al-Alam, Marruecos)
- الغرب و محيطيه ("Occidente y sus alrededores"). Parte I.
- المغرب خارج سياج الحماية: العلاقة الخارجية الحركة الوطنية ("Marruecos está fuera de la valla de protección: relaciones exteriores del movimiento nacional")
- Vientos del norte: Una tarjeta postal de hace poco. Publicaciones rosas
- محمد بين عبد الكريم الخطابي: من القبيلة إلى الوطن ("Muhammad bin Abdul Karim Al-Khatabi: de la tribu a la patria")
- Los sueños de Tariq
- Monsieur Mounir